# Vénus pleurant Adonis
Pour les articles homonymes, voir Vénus et Adonis.
Vénus pleurant Adonis – ou La Mort d'Adonis – est un tableau du peintre français Nicolas Poussin réalisé vers 1626-1627, à Rome, pour le cardinal Angelo Giori. Cette huile sur toile est une peinture mythologique qui emprunte son sujet aux Métamorphoses d'Ovide : sur les bords d'un cours d'eau personnifié par un Dieu fleuve endormi, la déesse Vénus verse, à genoux à côté de son char, le nectar d'une aiguière sur le corps inerte d'Adonis, faisant surgir de ses plaies des anémones que cueille un putto. La peinture est conservée au musée des Beaux-Arts, à Caen, en Normandie.